# Série radiophonique
La série radiophonique est un sous-genre de la dramatique radio. Appartenant au domaine de la fiction, elle est proche du feuilleton radiophonique, mais en diffère par un point essentiel : qu'elle soit littéraire, radiophonique ou télévisuelle, la série s'oriente comme une série d'épisodes et non comme une histoire découpée en épisodes. Elle a pour principe de base de produire à chaque épisode une histoire compréhensible par elle-même, à la manière d'une anthologie.